# Rayleigh (Royaume-Uni)
Pour les articles homonymes, voir Rayleigh.
Rayleigh est un bourg du comté d'Essex, Angleterre. Il est situé entre Chelmsford et Southend-on-Sea, à 50 km à l'est de Londres. La population d'environ 34 000 habitants a crû rapidement pendant les années 1960, grâce à la popularité des banlieues pavillonnaires autour de Londres. Une grande partie de la population active se compose de navetteurs qui travaillent à Londres. Avec une prépondérance de familles bourgeoises, la circonscription électorale de Rayleigh abrite le plus grand nombre des propriétaires occupants au Royaume-Uni, c'est-à-dire 89 %.
En dépit de la croissance récente, le nom du bourg est d'origine saxonne, et une présence humaine y existe depuis l'occupation romaine. Notamment, le Domesday Book fait mention d'un village à Rayleigh, au début de la conquête normande. Aujourd'hui, on peut voir le site d'une motte castrale (Rayleigh Mount, où après la motte castrale on édifiait un petit château fort), et une église ancienne (Holy Trinity Church, faite en les pierres du château). On trouve aussi un joli moulin de 1809.